# Korkeasaari (ö i Finland, Egentliga Tavastland)
Korkeasaari är en ö i Finland. Den ligger i sjön Isojärvi och i kommunen Janakkala i den ekonomiska regionen  Tavastehus ekonomiska region  och landskapet Egentliga Tavastland, i den södra delen av landet, 90 km norr om huvudstaden Helsingfors. Öns area är 1,8 hektar och dess största längd är 250 meter i nord-sydlig riktning.